# وراثت ذره‌ای

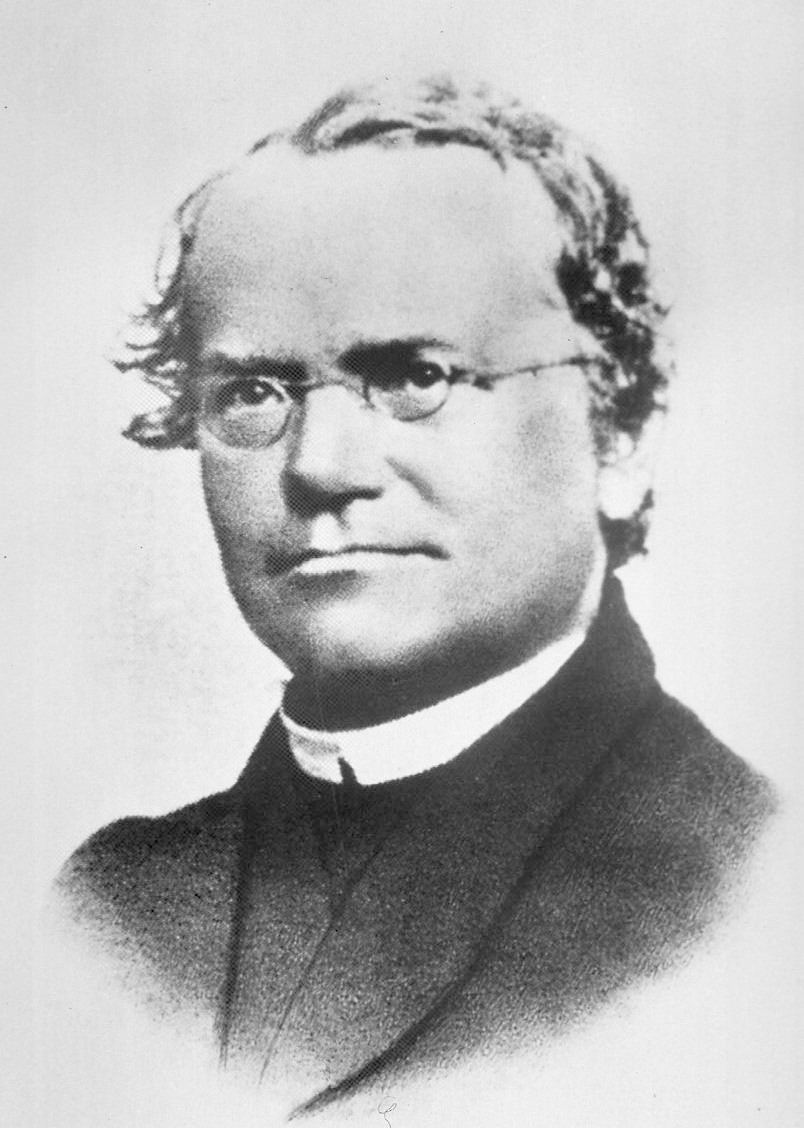
گرگور مندل، پدر علم ژنتیک

نظریه وراثت ذره‌ای (به انگلیسی: Particulate inheritance) الگویی از وراثت است که توسط نظریه‌پردازان ژنتیک مندلی، مانند ویلیام بیتسون، رونالد فیشر یا خود گرگور مندل کشف شد و نشان می‌دهد که صفات فنوتیپی را می‌توان از نسلی به نسل دیگر از طریق «ذرات گسسته» به نام ژن منتقل کرد که می‌تواند توانایی آنها را حفظ کند. بیان شود، در حالی که همیشه در یک نسل نزولی ظاهر نمی‌شود.